# Гмунден
Гму̀нден (на немски: Gmunden) е град в Централна Австрия, окръг Гмунден на провинция Горна Австрия. Разположен е на брега на езерото Траунзе. Главен административен център на окръг Гмунден. Населението му е 13 195 души от преброяването към 1 април 2009 г.

## Личности
В Гмунден умира писателят Томас Бернхард (1931 – 1989).